# الظهيرة (القفر)

تعديل مصدري - تعديل

الظهيرة هي إحدى قرى عزلة بني مبارز بمديرية القفر التابعة لمحافظة إب، بلغ تعداد سكانها 637 نسمة حسب تعداد اليمن لعام 2004.